# Chersotis guberlae
Chersotis guberlae är en fjärilsart som beskrevs av Corti 1931. Chersotis guberlae ingår i släktet Chersotis och familjen nattflyn. Inga underarter finns listade i Catalogue of Life.